# Lasse Norman Leth
Lasse Norman Leth (født 11. februar 1992) er en dansk cykelrytter og olympisk guldvinder, der primært kører på bane. Han vandt guld i omnium ved OL i London 2012 som blot tyveårig og igen guld i parløb for herrer ved OL i Tokyo 2020 sammen med Michael Mørkøv.
Med i alt fem OL-medaljer tangerer han dansk OL-medaljerekord.

## Karriere
Han bedste internationale resultat indtil da var en bronzemedalje fra VM i Melbourne 2012 i omnium. Det var dette resultat, der sikrede ham kvalifikationen til OL i London, hvor han desuden deltog i 4 km holdforfølgelsesløb. Ved VM i Minsk i 2013 vandt Lasse Norman sølv i omnium og bronze i holdforfølgelsesløb.
Lasse Norman sikrede sig OL-guldmedaljen ved først at blive nummer fire i flyvende start, derpå nummer to i pointløb, inden han sluttede førstedagen af med den dårligste placering i serien, da han blev nummer tolv i udskilningsløbet. Til gengæld tog han revanche ved at vinde 4000 m forfølgelsesløbet i første disciplin på andendagen, efterfulgt af en sjetteplads i scratch på trods af, at han undervejs styrtede. Derpå lå han på en tredelt førsteplads inden den sidste disciplin, enkelstart. Her blev han nummer to, men da de to, han delte førstepladsen med inden dette løb, begge opnåede ringere placeringer, blev Norman vinder af konkurrencen med 27 point, to point bedre end Bryan Coquard fra Frankrig på andenpladsen og tre point foran bronzemedaljevinderen Edward Clancy fra Storbritannien.
Ved DM i banecykling 2011 vandt Lasse Norman to guldmedaljer i henholdsvis 4000 m forfølgelsesløb og 1000 m på tid.
Ud over på banen kører Lasse Norman også landevejsløb, hvor han stiller op for Uno-X Pro Cycling Team, og han blev blandt andet dansk mester for U/23-ryttere i 2011. Kort før OL 2012 vandt han samlet det svenske U6 Cycle Tour, hvor han stillede op som en del af det danske banelandshold.
Ved Københavns seksdagesløb i 2013 var Norman Hansen for første gang en del af par nummer syv. Sammen med makkeren Michael Mørkøv vandt han løbet.
I 2020 blev Lasse Norman sammen med Julius Johansen, Frederik Rodenberg og Rasmus Lund Pedersen verdensmestre i 4.000 meter holdforfølgelsesløb med finalesejr over New Zealand, og samtidig satte kvartetten verdensrekord med tiden 3.44,276 minutter, den tredje verdensrekord på to dage. Præstationen gav de fire ryttere prisen som Årets Sportsnavn 2020. Lasse Norman stillede ved VM også op i parløb sammen med Michael Mørkøv, og parret blev verdensmestre.
Det danske hold var efter verdensrekorderne favoritter ved OL 2020 i Tokyo (afholdt i 2021). Holdet, der denne gang bestod af Frederik Rodenberg, Niklas Larsen, Rasmus Lund Pedersen og Lasse Norman, satte da også olympisk rekord i tidskørslen med 3.45,014 minutter og var derfor klar til semifinalen. I semifinalen kørte danskerne mod Storbritanniens hold, og danskerne var klart hurtigst. Da briternes tredjemand også måtte slippe sine holdkammerater, indhentede danskerne ham, men Rodenberg, som førte på det tidspunkt, så ikke briten og kolliderede med ham. Efter en del forvirring endte danskerne med at kvalificere sig til finalen, da de havde indhentet briternes tredjemand. Finalen stod mod Italien, der havde forbedret verdensrekorden i deres semifinale, fik en tæt afgørelse, hvor begge hold var under italienernes verdensrekord fra dagen forinden, og Italien tog guldet i tiden 3.42,032, mens danskerne kørte på 3.42,198 og vandt sølv.
Nogle dage senere stillede Norman og Michael Mørkøv op i parløb, og de to danskere blev olympiske mestre i disciplinen med 43 point foran Storbritannien med 40 point (og sejr i sidste spurt), mens Frankrig blev nummer tre ligeledes med 40 point.
Senere på sæsonen genvandt Norman og Mørkøv verdensmesterskabet i parløb, da de sejrede foran et italiensk par.

## Løbssejre
2018
- 1. etape i PostNord Danmark Rundt[18]

## Privat
Lasse Norman har siden 2016 været kæreste med cykelrytteren Julie Leth. De blev gift den 29. oktober 2022, og den 9. januar 2024 blev parret forældre til en dreng.